# Битва при Кізику
Морська битва при Кізику (грец. Kyzikos ) відбулася в травні або червні 410 року до нашої ери під час Пелопоннеської війни. Під час битви афінський флот під командуванням Алківіада, Трасібула та Терамена розбив і знищив спартанський флот під командуванням Міндара. Перемога дозволила Афінам відновити контроль над низкою міст Геллеспонту протягом наступного року. Після поразки спартанці зробили мирну пропозицію, яку афіняни відхилили.

## Прелюдія
Афіни були виснажені після того, як Сицилійська експедиція послабила контроль над Геллеспонтом завдяки перській підтримці, яка тепер стояла за Спартою. Кізик повстав проти Афін влітку 411 року, але був відновлений афінським флотом після битви при Кіносемі.
Після перемоги афінян під Абідосом у листопаді 411 р. до н. е. спартанський адмірал Міндар послав до Спарти підкріплення та почав працювати з перським сатрапом Фарнабазом над плануванням нового наступу. Афіняни, тим часом, не змогли здобути перемогу, оскільки виснаження афінської скарбниці перешкоджало будь-яким великим операціям. Таким чином, до весни 410 року до нашої ери Міндар побудував флот із щонайменше 60 кораблів і за підтримки військ Фарнабаза взяв місто Кізик. Афінський флот у Геллеспонті відійшов зі своєї бази в Сестосі до Кардії, щоб уникнути переважаючих спартанських сил і перегрупуватися під керівництвом Алківіада, Терамена та Трасібула. Консолідований афінський флот, включаючи сухопутні війська під командуванням Херея, вирушив до Геллеспонту, щоб кинути виклик Міндару.

## Командний склад і чисельність протиборчих сил
Фарнабаз контролював великі перські сухопутні сили у своїй сатрапії, включаючи важливу кавалерію. Міндар командував Пелопоннеським флотом. Діодор каже, що Міндар зібрав трієри з Пелопоннесу та інших місць (були війська навіть із Сіракуз на Сицилії), піднявши принаймні 80 кораблів, але Ксенофонт каже, що він мав лише 60 кораблів. У будь-якому випадку, пелопоннесці не були такими досвідченими у морській війні, як їхні афінські противники.
Алківіад, як старший полководець, командував об'єднаним афінським флотом, Терамен і Трасібул діяли як його молодші. Алківіада підтримали демократи, обрані афінським флотом на Самосі. Терамен був призначений олігархічними «5000» в Афінах. Дональд Каган заперечує верховне командування Алківіада, стверджуючи, що Трасібул, як командир усього флоту та переможець Кіносеми та Абідосу, ймовірно, мав стратегічне командування в Кізіку, тоді як Алківіад командував лише своєю власною ескадрою. Як стверджує Корнелій Непот: «У Пелопоннеській війні Трасібул здобув багато перемог без Алківіада; останній нічого не досяг без першого, але він, якимось даром природи, отримав всю заслугу». Проте, на цьому етапі генерали тісно співпрацювали. Пелопоннесці не знали про консолідацію афінського флоту та збільшення його чисельності. За оцінками, афінський флот складався з 86 трієр.

## Битва

Афінська морська стратегія в битві при Кізіку: приманка Алківіада витягує спартанський флот у відкриту воду, а потім повертається, щоб вступити в бій. Ескадри під командуванням Трасібула та Терамена рухаються позаду спартанських кораблів, щоб відрізати їм лінію відступу, затиснувши спартанців між трьома групами афінських військових кораблів, набагато більшою силою, ніж вони спочатку очікували.

Афінські війська увійшли в Геллеспонт і, пройшовши повз спартанську базу в Абідосі вночі, щоб приховати свою кількість, заснували базу на острові Проконнес (сучасний Мармара ), на північний захід від Кізіка. Наступного дня вони висадили військо Херея біля Кізіка. Потім афінський флот розділився: 20 кораблів під командуванням Алківіада рухалися до Кізіка, а основний афінський флот під командуванням Трасібула і Терамена ховався позаду. Міндар, побачивши можливість атакувати те, що здавалося значно нижчою силою, рушив на них усім своїм флотом. Війська Алківіада втекли, а кораблі Міндара кинулися в погоню. Однак коли обидва війська вийшли з гавані, Алківіад повернувся до Міндара, і Трасібул і Терамен з’явилися зі своїми силами, щоб перекрити йому шлях до відступу. Міндар, побачивши пастку, втік у відкритому напрямку, до пляжу на південь від міста, де знаходився Фарнабаз зі своїми військами. Спартанський флот зазнав втрат під час втечі і досяг берега з афінянами прямо за ними.
Війська Алківіада, які очолили афінську гонитву, висадилися на берег і спробували витягнути спартанські кораблі назад у море за допомогою гаків. Однак перські війська під командуванням Фарнабаза вступили в бій на березі і почали витісняти афінян, які переважали чисельністю і билися з супротивниками на більш твердій землі, в морі. Побачивши це, Трасібул висадив свій десант для відволікання і наказав Терамену об’єднати свої війська з військами Херея та приєднатися до битви. На деякий час і Фрасібул, і Алківіад були відкинуті переважаючими силами, але прихід Терамена та Херея змінив ситуацію; спартанці й перси зазнали поразки, а Міндар загинув. Усі спартанські кораблі були захоплені, за винятком сиракузських союзників, які під час відступу спалили свої кораблі. (Ксен. пекло 1.1.18)

## Наслідки
Після цієї драматичної перемоги афіняни повністю контролювали води Геллеспонту. Наступного дня вони взяли Кізік, який здався без бою. У перехопленому листі спартанських військ, які застрягли біля Кізіка, написано: «Кораблів немає. Міндар мертвий. Чоловіки голодують. Ми не знаємо, що робити» Деморалізовані спустошенням свого флоту, спартанці відправили посольство до Афін, прагнучи укласти мир; афіняни відкинули його.
В Афінах олігархічний уряд, який правив з 411 року, поступився місцем відновленій демократії протягом кількох місяців після битви. Експедиційний корпус під командуванням Трасілла був підготовлений для приєднання до сил у Геллеспонті. Ці війська, однак, не відійшли раніше, ніж через рік після битви, і хоча афіняни врешті-решт відвоювали Візантію та відновили збір данини з Халкедону, вони ніколи не користувалися перевагою, яку дав їм Кізік. Здебільшого це було результатом фінансової неспроможності; навіть після перемоги афінській скарбниці було важко підтримувати широкомасштабні наступальні операції. Тим часом спартанці за фінансування персів швидко відновили свій флот і продовжували підривати перевагу Афін. Афіни виграють лише ще одну морську битву у війні, при Аргінусах, і їхня поразка під Егоспотаму в 405 р. до н. е. завершить війну. Попри те, що Кізік був драматичною перемогою для афінян, спартанці зрештою змогли відновити свої сили та завершити війну на свою користь, капітулювавши Афіни та їх союзників через 6 років.